# 三体石经

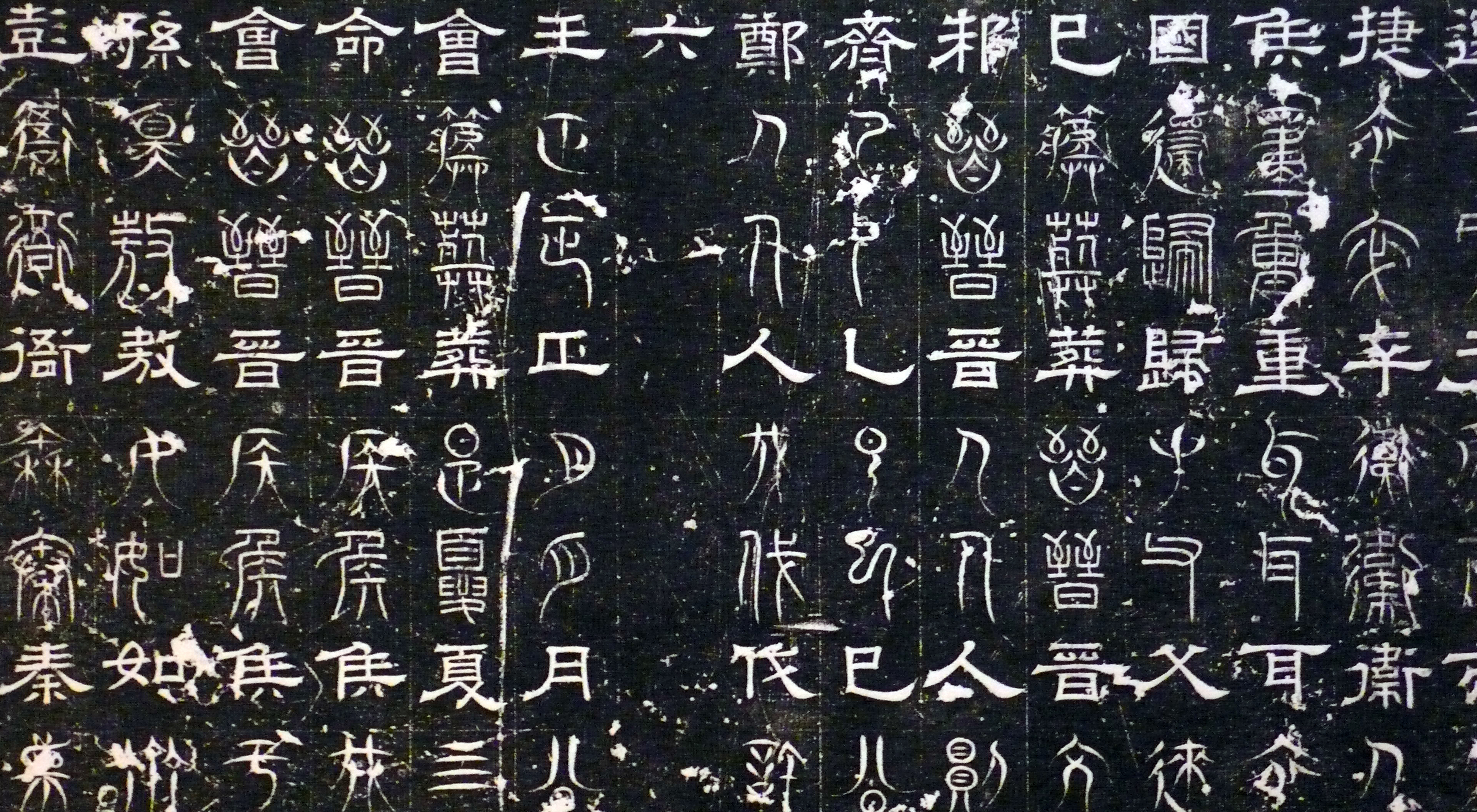
正始石经拓片。洛阳博物馆调拨，中国文字博物馆藏。

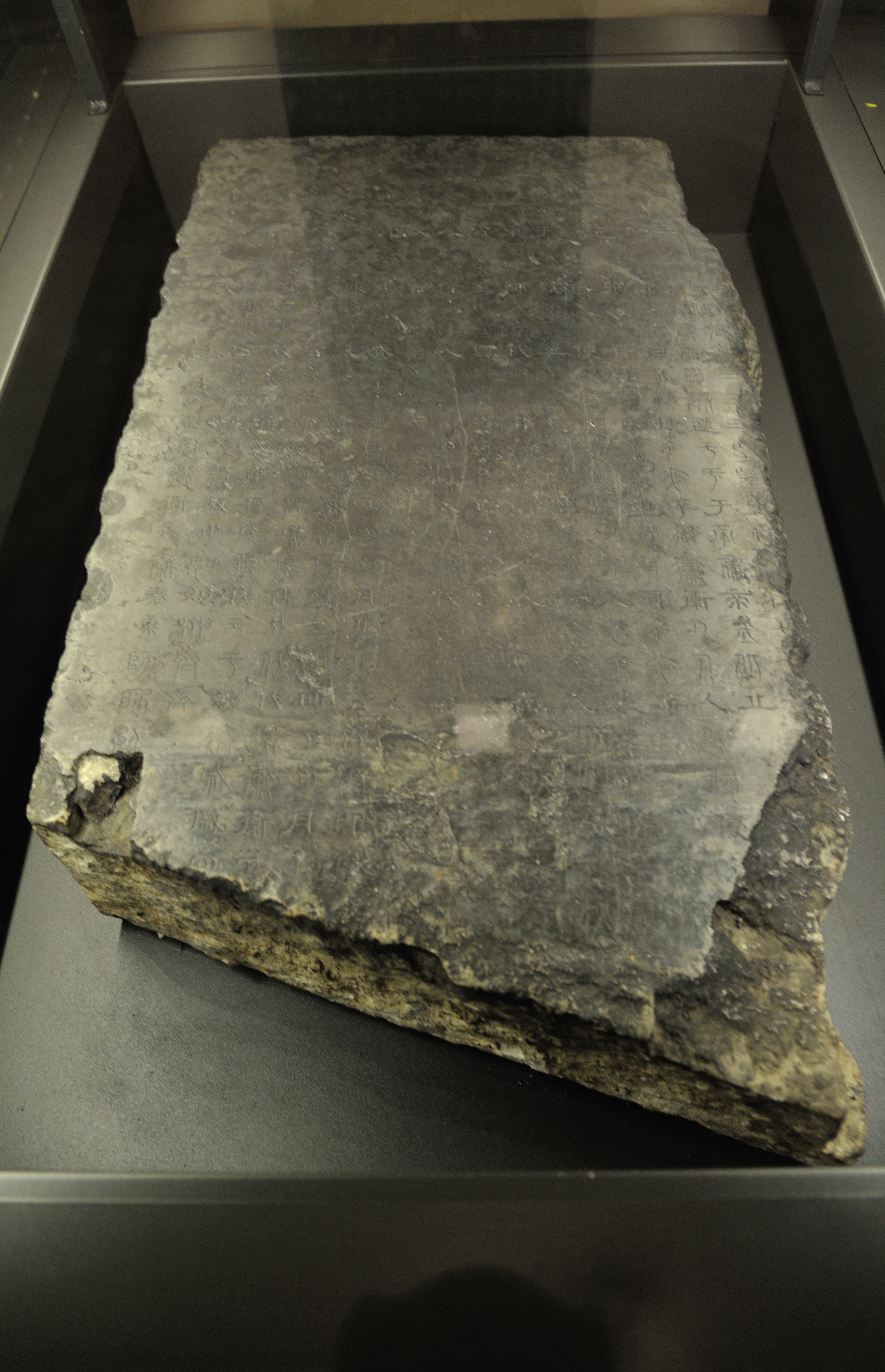
洛阳博物馆藏正始石经残片

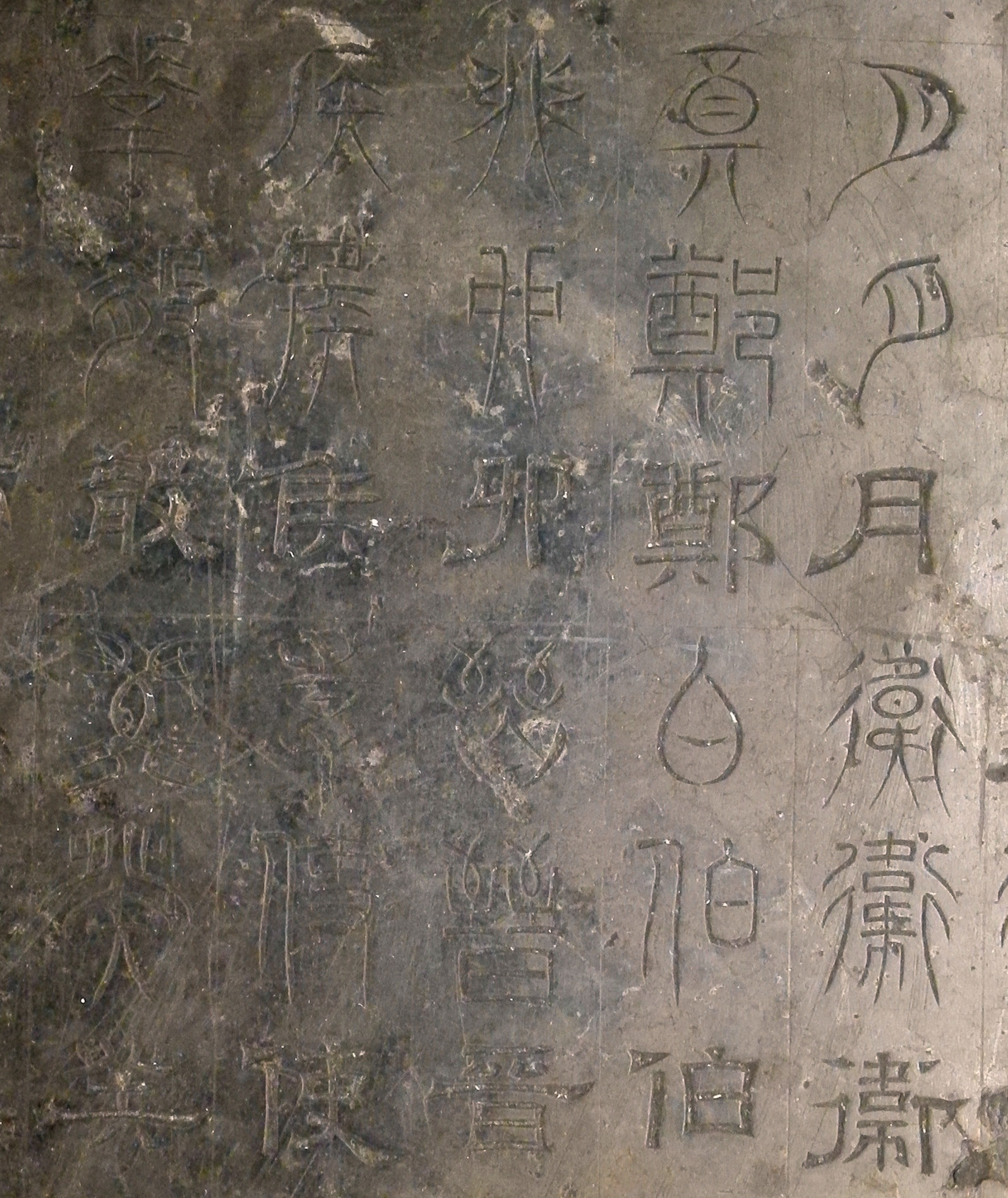
正始石经残片细部

正始石经，又称三体石经或者魏石经，与汉朝的熹平石经及唐朝的开成石经并称为中国古代的三大石经。
正始石经刻于曹魏正始二年，是用隶书、小篆及古文三种字体刻写的《尚書》及《春秋》石碑。原來立于洛阳太学，後來经过多次搬迁，现時遗址在河南省偃师县佃庄乡。